# Scary Stories to Tell in the Dark
Scary Stories to Tell in the Dark is een Amerikaans-Canadese horrorfilm uit 2019 gebaseerd op de gelijknamige kinderboekenreeks van Alvin Schwartz. Guillermo del Toro was een van de producenten en schreef mee aan het verhaal. De regie was in handen van André Øvredal.

## Verhaal
Op halloweenavond 1968 in het dorpje Mill Valley in Pennsylvania vindt tiener Stella in gezelschap van haar vrienden Auggie en Charlie, Charlie's zus Ruth en buitenstaander Ramón een oud schrijfblok met griezelverhalen van Sarah Bellows in het leegstaande 'spookhuis' waar de familie Bellows eind 19e eeuw woonde. Sarah zou gestoord geweest zijn en door de familie opgesloten in de kelder. Ze werd er ook van beschuldigd verschillende kinderen te hebben gedood alvorens zichzelf op te hangen.
Stella neemt het boek mee naar huis en ontdekt dat Sarah er nog steeds verhalen in schrijft die vervolgens uitkomen. Eerst verschijnt er een verhaal over een zekere Tommy die in een vogelverschrikker veranderd. De volgende dag blijkt lokale pestkop Tommy spoorloos maar vinden Stella en Ramón wel een vogelverschrikker gekleed in Tommy's kleren.
Het volgende verhaal gaat over Auggie die wordt aangevallen door een zombie die op zoek is naar zijn ontbrekende grote teen. Die teen vindt hij in de stoofpot waarvan hij zit te eten. Stella en Ramón snellen naar hem toe maar ze vinden enkel nog krassporen onder zijn bed. Vervolgens proberen ze het boek te verbranden maar dat blijkt onmogelijk. Een nieuw verhaal verschijnt over Ruth. Zij heeft een spinnenbeet op haar wang die blijft groeien tot hij openbarst en er honderden spinnetjes uit kruipen. Stella, Ramón en Charlie kunnen haar nog op tijd redden.
Ze gaan naar de instelling waar Sarah zichzelf had opgehangen om meer over haar te weten te komen. Daar ontdekken ze dat de kinderen waren gestorven door kwik in het water, veroorzaakt door de papierfabriek van de familie Bellows. Sarah had dit bekend willen maken en was daarom door haar familieleden beschuldigd en opgesloten. De eerste verhalen in haar schrijfblok gaan over haar familieleden, die allen spoorloos verdwenen. In de instelling wordt Chuck in het nauw gedreven door "de Bleke Dame" en door het wezen geabsorbeerd.
Stella en Ramón worden opgepakt omdat ze zich op verboden terrein bevinden en brengen de nacht in de cel door. De aanwezige agent wordt door een andere zombie gedood. Stella kan zijn sleutels bemachtigen en ze ontsnappen. Terwijl Ramón het wezen probeert te ontlopen begeeft Stella zich terug naar het leegstaande huis. Daar beleeft ze hoe Sarah jaren eerder werd opgesloten. Ze bepleit Sarah geen kwaad meer te doen voor wat haar is aangedaan en belooft haar verhaal te zullen doen. Sarah geeft Stella haar pen en vraagt met haar eigen bloed te zullen schrijven.

## Rolverdeling
- Zoe Colletti als Stella Nicholls
- Michael Garza als Ramón Morales
- Gabriel Rush als Auggie Hilderbrandt
- Austin Zajur als Charlie 'Chuck' Steinberg
- Austin Abrams als Tommy Milner, de pestkop
- Natalie Ganzhorn als Ruth Steinberg, Charlie's zus
- Dean Norris als Roy Nicholls, Stella's vader
- Gil Bellows als politiechef Turner
- Kathleen Pollard als Sarah Bellows, de antagonist
- Lorraine Toussaint en Ajanae Stephenson (als kind) als Louise 'Lou Lou' Baptiste, voormalig bediende van de Bellows
- Troy James als Jangly Man, een van de monsters

## Productie, uitgave en ontvangst

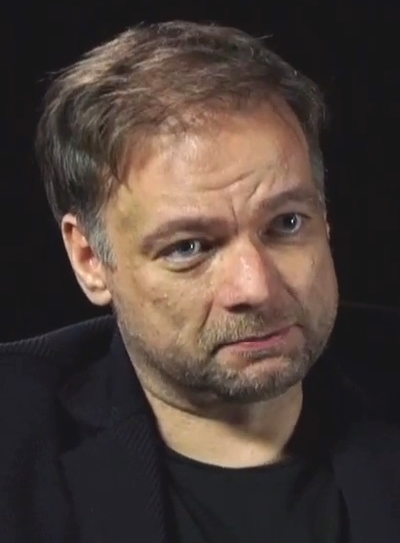
regisseur André Øvredal

In 2013 kocht CBS Films de rechten op de Scary Stories to Tell in the Dark-boekenreeks. Guillermo del Toro produceerde en schreef mee aan de verhaallijn. De opnames vonden plaats van eind augustus tot begin november 2018 in het Canadese Ontario. De soundtrack bevat een cover van het nummer Season of the Witch door Lana Del Rey.
De film werd eerst uitgebracht op 7 augustus 2019 in Indonesië, de Filipijnen en Taiwan. In een groot aantal landen, waaronder Nederland en de Verenigde Staten, verscheen hij op 8 of 9 augustus. In totaal bracht Scary Stories to Tell in the Dark, die ruim 22 miljoen euro had gekost, zowat 93 miljoen euro op aan de bioscoopkassa's.
De film werd ook behoorlijk ontvangen, met 6,2 op tien bij IMDb, 77% bij Rotten Tomatoes en 61% bij Metacritic.